# Morgan J. Freeman
Morgan J. Freeman (* 5. Dezember 1969 in Long Beach, Kalifornien) ist ein US-amerikanischer Regisseur und Drehbuchautor.
Freeman studierte Film in Santa Barbara, an der Pariser Sorbonne und der New York University. Während eines Praktikums lernte er Todd Solondz kennen, für den er dann als Regieassistent bei Willkommen im Tollhaus (Welcome to the Dollhouse) arbeitete. Sein erster eigener Film Hurricane war ein großer Kritikererfolg und der erste Film, der auf dem Sundance Film Festival gleich drei Preise erhielt. Freeman schrieb und drehte seitdem noch mehrere, oft unabhängig produzierte Filme. Der bekannteste ist American Psycho II: Der Horror geht weiter.
Daneben drehte er mehrere Videos und Episoden der erfolgreichen Fernsehserie Dawson’s Creek. 2003 entwickelte er die MTV-Reality Show Laguna Beach: The Real Orange County (Nachfolgesendung 2007: Maui Fever). Ferner ist er seit 2010 hauptsächlich als Ausführender Produzenten verschiedener Fernsehformate tätig.

## Filmografie (Auswahl)
- 1997: Hurricane
- 1998: Desert Blue
- 2002: American Psycho II: Der Horror geht weiter (American Psycho II: All American Girl)
- 2004: Piggy Banks
- 2006: Just Like the Son
- 2009: Besessen – Fesseln der Eifersucht (Homecoming)

## Auszeichnungen
- 1997 Hurricane: Gotham-Award-Nominierung, Bester Film, beste Regie und Publikumspreis auf dem Sundance Film Festival
- 1998 Desert Blue: Bester Film auf dem Filmfestival in Gijón